# Zetekina
Zetekina is een geslacht van weekdieren uit de klasse van de Gastropoda (slakken).

## Soorten
- Zetekina frenata (Pilsbry, 1935)
- Zetekina kompi (Morrison, 1946)
- Zetekina martensi (Pilsbry, 1935)
- Zetekina melanioides (Martens, 1899)
- Zetekina tenuis (Martens, 1899)
- Zetekina veraguasensis (Morrison, 1946)